# Інтендантська служба
Інтенда́́нтська слу́жба — мережа закладів та установ, що здійснює матеріальне забезпечення збройних сил (постачання військ продовольством, фуражем, речовим та обозно-господарським майном), а також квартирне і побутове обслуговування особового складу.
Вперше посада інтенданта з'явилася у Франції у XV ст. у системі державного управління провінціями. З XIX ст. інтенданти почали завідувати лише забезпеченням військ.

## Інтендантська служба в роки Другої світової війни
Під час війни були задіяні всі ресурси і промислові можливості Радянського Союзу. Промисловість перелаштувалась під випуск предметів речового постачання, завдяки чому армія була повністю забезпечена одягом, предметами побуту та продуктами харчування.
Кількість заготовлених шинелей, гімнастерок, речових мішків, взуття, шоломів, тілогрійок, шаровар, валянок обчислюється десятками мільйонів. Крім заготівлі нових речей, важливу роль у забезпеченні армії амуніцією, взуттям та теплим одягом відігравав ремонт старих речей. Ремонт речей не лише значно зменшував потребу в нових речах, а й допомагав економити сировину для інших потреб промисловості. Упродовж 1942 року було полагоджено 10 618 вагонів теплих речей, упродовж 1943 року — 15 961, а у 1944 році — 13 305 вагонів.
Силами Червоної Армії тільки на території СРСР за час війни заготовлено 3 529 600 тон зернопродуктів, 105 800 тон м'ясопродуктів, 9 400 000 тон картоплі та овочів. Окрім цього, багато продуктів було заготовлено на території іноземних держав (наприклад, зернопродуктів — 3 114 000 тон), а також взято трофеїв (наприклад, зернопродуктів — 2 259 000 тон).
Усього на території іноземних держав заготовлено було і взято як трофеї продовольства и фуражу на суму понад 33 млрд рублів.

## Інтендантська служба в Україні
В Україні питаннями матеріального і фінансового забезпечення Збройних Сил безпосередньо займається Управління тилом ЗС, очолюване заступником міністра оборони. Правова регламентація матеріального і фінансового забезпечення ЗС України регулюється Конституцією України (ст. 17), Законами України «Про державний бюджет», «Про соціальний захист військовослужбовців та членів їх сімей» (1991), «Про оборону України» (1991), «Про загальний військовий обов'язок і військову службу» (1992), «Про мобілізаційну підготовку та мобілізацію» (1993), Статуту внутрішньої служби ЗС України (1993), а також нормативними документами Міністерства оборони України.
Під час військової агресії Російської федерації проти України у 2014 році Управління тилом Збройних Сил не забезпечило українські війська амуніцією, зброєю, уніформою та продуктами харчування. Функції інтендантської служби взяли на себе волонтерські об'єднання.